# Нечипоренко Юрій Аркадійович
Нечипоренко Юрій Аркадійович (5 травня 1948, Степанівка Лугинського району Житомирської області) — український правник, колишній голова Апеляційного суду Київської області, почесний професор Академії праці і соціальних відносин, заслужений юрист України.

## Біографія
Юрій Нечипоренко народився 5 травня 1948 року у селі Степанівка на Житомирщині у родині вчителів.
По закінченні школи, навчався у Малинському лісотехнічному технікумі, який закінчив у 1967 році. По тому служив у лавах Радянської армії.
Протягом 1971—1976 років навчався на юридичному факультеті Київського державного університету імені Т. Г. Шевченка.
Коли Юрій Нечипоренко був ще студентом, його було обрано народним суддею Подільського районного народного суду м. Києва, а за 2 роки він став головою цього суду.
1985 року він обіймає посаду заступника голови Київського обласного суду (нині — Апеляційний суд Київської області), а 1988 року його було призначено головою суду.
У 1983-1989 років був викладачем трудового права в Інституті підвищення кваліфікації працівників культури, після чого 10 років працював викладачем на курсах підвищення кваліфікації працівників суду та юстиції при Міністерстві юстиції України.
1993 року йому було присвоєний І кваліфікаційний клас судді.
У 1996—2003 роках входив до складу Президії Київського обласного суду.
У 1999 році він став головою Державної екзаменаційної комісії Київського університету туризму, економіки і права.
У 1992, 1996, 2005 роках ставав членом комісії із проведення судово-правової реформи в Україні.
Брав участь у підготовці проекту концепції судово-правової реформи в Україні та проектів Законів України «Про статус суддів» та «Про судоустрій України».
Входив до складу робочих груп з питань судової реформи та з питань реформування прокуратури та адвокатури.

## Нагороди
- Заслужений юрист України (1996)
- Медаль «За трудову відзнаку» (1982)
- Медаль «В пам'ять 1500-річчя Києва»
- Орден преподобного Нестора Літописця Української православної церкви Московського патріархату (2001)
- Почесна грамота Верховної Ради України (2003)
- Номінант видання «Визначні юристи сьогодення» (2001)
- Почесна відзнака Спілки юристів України (2001)
- Почесна відзнака Міжнародного фонду юристів (2001)
- Почесна відзнака Вищої Ради юстиції України (2002)
- Почесною відзнакою Всесвітньої спілки юристів (2006).

## Сім’я
Одружений. Має сина.
- дружина — Надія Марківна — старший радник юстиції.
- Син — Святослав — правник.